# Роберт Аквафреска
Роберт Аквафреска (італ. Robert Acquafresca, нар. 11 вересня 1987, Турин) — італійський футболіст, нападник клубу «Болонья».

## Клубна кар'єра
Народився 11 вересня 1987 року в Турині в родині італійця та польки. Свої перші кроки на футбольному полі зробив у місцевій однойменній молодіжній команді з Альпіньяно (провінція Турина). У віці дев'яти років він приєднався до «Торіно». У своєму останньому сезоні 2004/05 за молодіжну команду «прімавери» зіграв чотирнадцять матчів і забив два голи.
Влітку 2005 року «Торіно» вийшло до Серії А, однак після цього через фінансові проблеми туринський клуб не був допущений до участі в елітному дивізіоні, з подальшим безкоштовним випуском всіх своїх гравців. Після цього Аквафреска на правах вільного агента перейшов в міланський «Інтернаціонале», який відразу віддав його в оренду «Тревізо» разом з 50% прав на нього.
Влітку 2007 року «Інтер» викупив половину прав на гравця за 1,5 млн. євро і обміняв їх на Давіда Суасо з «Кальярі». Влітку 2008 року «Інтер» знову повернув собі права на гравця, проте віддав його назад в оренду «Кальярі», за яке Роберт провів ще 36 матчів у Серії А і забив 14 голів, поділивши сьоме місце в списку бомбардирів сезону з футболістами «Палермо» Фабріціо Мікколі та Едінсоном Кавані. 
Влітку 2009 року Аквафреска був відданий в «Дженоа» як частина компенсації за перехід Дієго Міліто та Тьяго Мотти у зворотному напрямку. Відразу після цього Роберт був відданий в оренду клубу «Аталанта» як частина угоди по переходу Серджо Флоккарі в генуезький клуб.
У січні 2010 року італійський нападник достроково закінчив свою оренду і повернувся до Генуї, оскільки новий форвард Нікола Аморузо переїхав до «Аталанти» і потреба у Роберті відпала. До кінця сезону Аквафреска зіграв у 10 матчах Серії А.
1 липня 2010 року Аквафреска на правах оренди повернувся в «Кальярі», яке також мало змогу придбати гравця після завершення оренди. 22 червня 2011 року клуб оголосив, що команда з Сардинії не буде здійснювати право викупу, хоча Роберт був основним форвардом «Кальярі» після відходу Алессандро Матрі в січні 2011 року.
19 липня 2011 року перейшов в «Болонью» на правах річної оренди з можливим правом викупу. По завершенні терміну оренди клуб викупив контракт гравця за 2,5 млн. євро.
З січня і до червня 2013 року захищав на правах оренди кольори іспанського клубу «Леванте», провівши за цей час 13 виступів у Ла Лізі, в яких забив 3 голи.
Влітку 2013 року Аквафреска повернувся до «Болоньї». Наразі встиг відіграти за болонської команду 82 матчі в національному чемпіонаті.

## Виступи за збірні
Маючи польське походження, Аквафреска розглядав можливість виступу за збірну Польщі, однак вирішив грати за Італію. 2004 року дебютував у складі юнацької збірної Італії, взяв участь у 10 іграх на юнацькому рівні, відзначившись 2 забитими голами.
Протягом 2006–2009 років залучався до складу молодіжної збірної Італії. У її складі був учасником молодіжного Євро-2009, на якому забив 3 голи, а італійці дійшли до півфіналу. Всього на молодіжному рівні зіграв у 20 офіційних матчах, забив 11 голів.
2008 року захищав кольори олімпійської збірної Італії на Олімпійських іграх 2008 року у Пекіні. У складі цієї команди провів 4 матчі, забив 1 гол, а команда дійшла до чвертьфіналу.

## Статистика виступів

### Статистика клубних виступів
| Сезон               | Команда             | Чемпіонат           | Чемпіонат | Чемпіонат | Національний кубок | Національний кубок | Національний кубок | Континентальні кубки | Континентальні кубки | Континентальні кубки | Інші змагання | Інші змагання | Інші змагання | Усього | Усього |
| Сезон               | Команда             | Ліга                | Ігор      | Голів     | Ліга               | Ігор               | Голів              | Ліга                 | Ігор                 | Голів                | Ліга          | Ігор          | Голів         | Ігор   | Голів  |
| ------------------- | ------------------- | ------------------- | --------- | --------- | ------------------ | ------------------ | ------------------ | -------------------- | -------------------- | -------------------- | ------------- | ------------- | ------------- | ------ | ------ |
| 2005-06             | «Тревізо»           | A                   | 8         | 0         | КІ                 | 0                  | 0                  | —                    | —                    | —                    | -             | -             | -             | 8      | 0      |
| 2006-07             | «Тревізо»           | B                   | 35        | 11        | КІ                 | 1                  | 0                  | —                    | —                    | —                    | -             | -             | -             | 36     | 11     |
| Усього за «Тревізо» | Усього за «Тревізо» | Усього за «Тревізо» | 43        | 11        |                    | 1                  | 0                  |                      | —                    | —                    |               | -             | -             | 44     | 11     |
| 2007-08             | «Кальярі»           | A                   | 32        | 10        | КІ                 | 4                  | 3                  | —                    | —                    | —                    | -             | -             | -             | 36     | 13     |
| 2008-09             | «Кальярі»           | A                   | 36        | 14        | КІ                 | 1                  | 0                  | —                    | —                    | —                    | -             | -             | -             | 37     | 14     |
| 2009-10             | «Аталанта»          | A                   | 12        | 1         | КІ                 | 2                  | 1                  | —                    | —                    | —                    | -             | -             | -             | 14     | 2      |
| 2009-10             | «Дженоа»            | A                   | 10        | 2         | КІ                 | 0                  | 0                  | ЛЄ                   | 0                    | 0                    | -             | -             | -             | 10     | 2      |
| 2010-11             | «Кальярі»           | A                   | 37        | 8         | КІ                 | 2                  | 1                  | —                    | —                    | —                    | -             | -             | -             | 39     | 9      |
| Усього за «Кальярі» | Усього за «Кальярі» | Усього за «Кальярі» | 105       | 32        |                    | 7                  | 4                  |                      | —                    | —                    |               | -             | -             | 112    | 36     |
| 2011-12             | «Болонья»           | A                   | 32        | 5         | КІ                 | 2                  | 0                  | —                    | —                    | —                    | -             | -             | -             | 34     | 5      |
| 2012-13             | «Болонья»           | A                   | 6         | 0         | КІ                 | 1                  | 0                  | —                    | —                    | —                    | —             | —             | —             | 7      | 0      |
| 2012-13             | «Леванте»           | ПД                  | 11        | 3         | КІ                 | —                  | —                  | ЛЄ                   | 3                    | 0                    | —             | —             | —             | 14     | 3      |
| 2013-14             | «Болонья»           | A                   | 19        | 0         | КІ                 | 1                  | 0                  | —                    | —                    | —                    | —             | —             | —             | 20     | 0      |
| 2014-15             | «Болонья»           | B                   | 20+3      | 3+1       | КІ                 | 0                  | 0                  | —                    | —                    | —                    | —             | —             | —             | 23     | 4      |
| 2015-16             | «Болонья»           | A                   | 2         | 0         | КІ                 | 1                  | 0                  | —                    | —                    | —                    | —             | —             | —             | 3      | 0      |
| Усього за «Болонью» | Усього за «Болонью» | Усього за «Болонью» | 79+3      | 8+1       |                    | 5                  | 0                  |                      | —                    | —                    |               | —             | —             | 87     | 9      |
| Усього за кар'єру   | Усього за кар'єру   | Усього за кар'єру   | 260+3     | 57+1      |                    | 15                 | 5                  |                      | 3                    | 0                    |               | —             | —             | 281    | 63     |

## Титули і досягнення
- У символічній збірній молодіжного чемпіонату Європи: 2009[18]